# زنیور ۶۶۷۷
سیارک ۶۶۷۷ (به انگلیسی: 6677 Renoir، نامگذاری:3045T-3) شش هزار و ششصد و هفتاد و هفتمین سیارک کشف شده‌است که در ۱۶ اکتبر ۱۹۷۷ کشف شد.
قدر مطلق سیارک برابر ۱۱٫۴۰ است.